# Scikit-learn
scikit-learn (ранее известная как scikits.learn, а также известная как sklearn) — библиотека, предназначенная для машинного обучения, написанная на языке программирования Python и распространяемая в виде свободного программного обеспечения.
В её состав входят различные алгоритмы, в том числе предназначенные для задач классификации, регрессионного и кластерного анализа данных, включая метод опорных векторов, метод случайного леса, алгоритм усиления градиента, метод k-средних и DBSCAN. Библиотека была разработана для взаимодействия с численными и научными библиотеками языка программирования Python NumPy и SciPy. 

## Обзор
Проект scikit-learn первоначально был разработан под наименованием scikits.learn французским учёным в области данных Дэвидом Курнапо в рамках программы Google Summer of Code. Наименование проекта происходит от его предназначения — «SciKit» (SciPy Toolkit (набор инструментов SciPy), разрабатываемое и распространяемое отдельно стороннее расширение для библиотеки SciPy.
Первоначальная кодовая база была позже переписана другими разработчиками. В 2010 году участники проекта Фабиан Педрегоса, Гаэль Вароко, Александр Грэмфор и Винсент Миш из Французского национального института исследований в информатике и автоматике расположенного на плато Сакле во Франции, взяли на себя руководство проектом и 1 Февраля 2010 года выпустили первую публичную версию библиотеки. В ноябре 2012 года библиотека scikit-learn, также как и библиотека scikit-image, были охарактеризована как «хорошо поддерживаемая и популярная» scikit библиотека. В 2019 году библиотека scikit-learn стала одной из самых популярных библиотек машинного обучения на сайте GitHub. 

## Реализация
Библиотека scikit-learn в основном написана на языке программирования Python и широко использует библиотеку NumPy для высокопроизводительных операций линейной алгебры и работы с массивами.
Часть основных алгоритмов написана на языке программирования Cython для улучшения производительности. Метод опорных векторов реализован с помощью обертки написанной на Cython для библиотеки LIBSVM; логистическая регрессия и линейная машина опорных векторов реализованы с помощью похожей обертки для библиотеки LIBLINEAR. Следует отметить, что в таких случаях, расширение подобных методов с помощью языка программирования Python может быть невозможно.
Библиотека scikit-learn хорошо взаимодействует со множеством других программных библиотек языка Python, например такими как Matplotlib и plotly для визуализации данных, NumPy для векторизации массивов, Pandas для работы с объектами DataFrame, SciPy и прочими.

## Хронология
Библиотека scikit-learn была изначально разработана Дэвидом Курнапо в качестве проекта в рамках программы Google Summer of Code в 2007 году. Позднее в этом же году, Мэтью Бручер присоединился к проекту и начал использовать его как часть своей научной работы. В 2010 году в проект был вовлечен Французский национальный институт исследований в области информатики и автоматики и в конце января 2010 года была выпущена первая публичная версия (v0.1 beta).
- Август 2013 года. scikit-learn 0.14[7]

- Июль 2014 года. scikit-learn 0.15.0[7]

- Март 2015 года. scikit-learn 0.16.0[7]

- Ноябрь 2015 года. scikit-learn 0.17.0[7]

- Сентябрь 2016 года. scikit-learn 0.18.0

- Июль 2017 года. scikit-learn 0.19.0

- Сентябрь 2018 года. scikit-learn 0.20.0[8]

- Май 2019 года. scikit-learn 0.21.0[9]

- Декабрь 2019 года. scikit-learn 0.22.0[10]

- Май 2020 года. scikit-learn 0.23.0[11]

- Январь 2021 года. scikit-learn 0.24[12]

- Сентябрь 2021 года. scikit-learn 1.0[13]

- Декабрь 2022 года. scikit-learn 1.2

## Инструменты scikit-learn
- mlpy

- SpaCy

- NLTK

- Orange

- PyTorch

- TensorFlow

- Infer.NET